# Capcom Generation 2
Capcom Generation 2, (Japans: カプコンジェネレーション第２集　魔界と騎士) is een videospel dat werd ontwikkeld en uitgebracht door Capcom. Het spel kwam in 1998 uit voor de PlayStation en de Sega Saturn. Het spel is een compilatiespel van drie actiespellen, namelijk:
- Ghosts 'n Goblins
- Ghouls 'n Ghosts
- Super Ghouls 'N Ghosts

## Ontvangst
| Beoordeeld door | Platform    | Datum          | Score |
| --------------- | ----------- | -------------- | ----- |
| Defunct Games   | SEGA Saturn | april 2005     | 97%   |
| NowGamer        | PlayStation | september 1998 | 85%   |
| GameSpot        | SEGA Saturn | oktober 1998   | 71%   |